# Bosmanahalli, Alur
Bosmanahalli là một làng thuộc tehsil Alur, huyện Hassan, bang Karnataka, Ấn Độ.